# Oileus (Sohn des Odoidokos)
Oileus (altgriechisch Ὀιλεύς Oileús) war ein mythischer König der Lokrer, der Bewohner von Lokris in Mittelgriechenland. Seine Eltern waren Odoidokos und Laonome. Hyginus nennt abweichend als Eltern Leodacus und Agrianome. Sein Bruder war der Gründer der gleichnamigen Stadt Kalliaros.
Er war verheiratet mit Eriopis, ihr gemeinsamer Sohn war Ajax der Kleine, der in Naryka, der Heimatstadt des Oileus laut Hyginus, geboren wurde. In einer nicht näher bestimmbaren Tragödie des Sophokles tröstete Oïleus den Telamon, als dieser vom Tod seines Sohnes, des großen Ajax erfuhr. Als er selbst aber vom Tod des eigenen Sohnes erfuhr, verlor er die Fassung.
Mit seiner Geliebten Rhene (einer Nymphe) hatte er den Sohn Medon, Anführer der Phthier vor Troja.
In der Argonautika des Apollonios von Rhodos nahm Oileus an Argonautenfahrt teil und wurde beim Angriff der Stymphalischen Vögel durch eine Feder, die sich wie ein Pfeil in seine linke Schulter bohrte, verletzt.